# Störnhof
Störnhof ist ein Gemeindeteil des Marktes Wiesenttal im Landkreis Forchheim (Oberfranken, Bayern).

## Geographie und Verkehrsanbindung
Das Dorf Störnhof liegt im mittleren Bereich des Marktes Wiesenttal. Die Staatsstraße 2186 verläuft unweit östlich. Südlich verläuft die Bundesstraße 470.

## Religion
Im Ort gibt es kein kirchliches Gebäude. Die evangelischen Christen gehören zur evangelisch-lutherischen Kirchengemeinde Heiligenstadt mit Pfarrsitz im Marktflecken Heiligenstadt (Landkreis Bamberg). Einmal jährlich – im Frühsommer – richten Dorfbewohner auf einem privaten Grundstück im Ort die „Hagelfeier“ aus; eine christliche Andacht, die vom evangelischen Pfarrer gehalten wird, steht dabei im Mittelpunkt.